# Holomitrium dietrichiae
Holomitrium dietrichiae är en bladmossart som beskrevs av C. Müller 1872. Holomitrium dietrichiae ingår i släktet Holomitrium och familjen Dicranaceae. Inga underarter finns listade i Catalogue of Life.